# 周河
周河（？—），中國共產黨黨員、中国人民解放军少将，中華人民共和國軍事人物、政治人物。

歷任广东省军区党委常委、省军区司令员、副司令员兼省军区参谋长。2022年9月，任中共广东省委委员、常委。其后在2023年9月由新任廣東省军區司令員張弓少將接任廣東省委常委